# Linate Aeroporto
Linate Aeroporto is een metrostation in de Italiaanse stad Milaan dat zou worden geopend op 31 mei 2021 als onderdeel van lijn 4 van de metro van Milaan. Hoewel het station is opgeleverd werd de opening vanwege de Covid 19-pandemie uitgesteld.

## Geschiedenis
In het metroplan van 1952 was een zijtak van lijn 4 opgenomen om de luchthaven Linate een aansluiting op het metronet te geven. De verbindingen die door lijn 4 zouden worden verzorgd zijn, op de aansluiting van de luchthaven na, door andere lijnen en de, in 2004 geopende, Passante Ferroviario gerealiseerd. In 2005 werd een nieuwe route voor lijn 4 vastgelegd waarmee Linate alsnog op het metronet zou worden aangesloten. Hierbij werd gemikt op een opening voor de Expo 2015 zodat luchtreizigers met de metro en een overstap op de passante het tentoonstellingsterrein zouden kunnen bereiken.

## Aanleg
Op 28 mei 2012 begon de sloop van een parkeergarage die op de plek van het station stond. De bouw van het station begon op 19 juli 2012 en op 24 maart 2014 begonnen de tunnelboormachines vanuit de bouwput hun werk richting het westen. Eind 2014 was duidelijk dat de lijn niet voor de Expo 2015 gereed zou zijn en kwam de bouw op een laag pitje te staan. De tunnels voor de lijn waren in 2018 klaar maar het station was slechts in ruwbouw gereed. Op 20 juli 2019 werd het eerste metrostel neergelaten in de schacht bij Linate waarop de proefritten begonnen. Het oostelijke deel van de lijn, waaronder Linate Aeroporto, was op 31 mei 2021 bedrijfsklaar maar de reizigersdienst ging niet van start. Op 29 juli 2021 werd bekend dat het station pas eind 2022 zal worden geopend in verband met een gebrek aan reizigers. Uiteindelijk werd het station geopend op 26 november 2022. 

## Ligging en inrichting
De twee sporen van het station liggen in een dubbelsporige tunnel op niveau -2 tussen de parkeergarages die aan de noordkant van het luchthavengebouw staan. Het station kent twee zijperrons met perrondeuren en aan de oostkant van de perrons liggen overloopwissels en kopsporen waar de metro's kunnen keren. Ten westen van het station loopt de lijn in twee enkelsporige tunnels. De stationshal ligt boven de oostkant van de perrons op niveau -1 en is via een tunnel met roltapijten verbonden met het luchthavengebouw. Bovengronds is de stationshal in de noordwest hoek van de rotonde tussen de parkeergarages te zien doordat het dak boven het maaiveld uitkomt en een glazengevel rondom het daglicht binnenlaat. Boven de westkant van de perrons is een tweede toegang die bedoeld is voor kiss & ride verkeer.  